# Mónica Carrillo Zegarra
Mónica Carrillo Zegarra (Lima, 17 de mayo de 1978) es una periodista, poeta, cantante y activista peruana, destacada por su lucha en favor de los derechos humanos de la comunidad afrodescendiente en el Perú. Fundadora de  LUNDU, el Centro de Estudios y Promoción Afroperuano de Lima, organización que trabaja para promover el reconocimiento y respeto de la comunidad afroperuana desde una perspectiva feminista, así como para combatir el racismo y toda forma de discriminación.
Es Magíster en Bellas Artes con especialidad en Performance, Medios y Artes Interactivos por la Universidad de la Ciudad de Nueva York (CUNY/Brooklyn College). Ha cursado la carrera de Comunicación Social en la Universidad Nacional Mayor de San Marcos con especialidad en periodismo. Ha realizado estudios de Derecho Internacional en la Universidad de Oxford.  También cuenta con un Diplomado en Periodismo Político y Análisis Cultural en la Universidad Ruiz de Montoya. Como parte de su labor en favor de la justicia social, Mónica Carrillo promueve la importancia de los derechos fundamentales, incluyendo los derechos sexuales y reproductivos, mientras que trabaja en su comunidad y a nivel internacional para defender los derechos de la población afroperuana, las mujeres y la juventud. Su vida y trayectoria fue recogida en un documental realizado para la MTV Europa, en el 2007.
Como poeta y cultivadora de la poesía recitada ha publicado el libro Unícroma (2007) y el disco Unicroma (2008). Ha compuesto y recitado sus poemas en el disco ganador de los premios Grammy, Latin Grammy e Independent Award, Magin Diaz el Orisha de la Rosa. También ha participado en el disco Karimba de los nominados al Grammy Latino Novalima. Compuso la letra en español de la canción El Pie de Enamorada el disco  Bossa Loca, entre otras colaboraciones. 
Como investigadora ha publicado el libro Rostros de Violencia, Rostros de Poder, entre otras publicaciones. 